# Nina Mav Hrovat
Nina Mav Hrovat, slovenska otroška in mladinska pisateljica, pravljičarka in profesorica predšolske vzgoje, * 30. januar 1975, Ljubljana.

## Življenje
Po končani Srednji vzgojiteljski šoli v Ljubljani in zaradi želje po poglobljenem poznavanju razvojne psihologije in pedagogike je nadaljevala študij v isti smeri. Najprej je na Pedagoški fakulteti v Ljubljani zaključila višješolski program predšolske smeri (leta 1997), kasneje pridobila še visoko strokovno izobrazbo in leta 2001 pridobila strokovni naziv diplomirana vzgojiteljica predšolskih otrok. Leta 2014 je zaključila še podiplomski magistrski študij predšolske smeri in pridobila naziv magistrica profesorica predšolske vzgoje. Od leta 1997 je zaposlena v Vrtcu Domžale, najprej na delovnem mestu vzgojiteljice, od leta 2010 pa kot pomočnica ravnateljice. V letu 2015 je pridobila strokovni naziv svetnice. Objavlja tudi strokovne članke in predava za starše in strokovne delavce.

## Delo
Kot ena izmed ustanovnih članov Kulturnega društva Mlin Radomlje se je preizkusila v več vlogah, od igralke, scenaristke, režiserke in od leta 2013 do 2017 tudi kot predsednica društva. Več let je vodila pravljične urice v Knjižnici Domžale in prav delo z otroki in zanimanje za pravljice sta jo pripeljala do prvih avtorskih del. Prve pravljice so bile že leta 2001 objavljene v Cicibanu in Cicidoju, nekaj tudi v reviji Trobentica. Kasneje so nekatere pravljice izšle kot slikanice, za prvenec, pravljico O kralju, ki ni maral pospravljati, je leta 2009 prejela nagrado »Izvirna slovenska slikanica«, leta 2013 pa je bila pravljica O miški, ki je zbirala pogum nominirana za nagrado Kristine Brenkove.
V okviru raznih projektov nastopa v vrtcih in šolah po Sloveniji ter sodeluje v okviru mladinskega literarnega festivala Bralnice pod slamnikom. Leta 2016 je postala tudi članica Društva slovenskih pisateljev. Več njenih del je označeno z znakom kakovosti Zlata hruška.

## Nagrade in nominacije
- 2009 nagrada Izvirna slovenska slikanica za delo O kralju, ki ni maral pospravljati
- 2013 nominacija za nagrado Kristine Brenkove za delo O miški, ki je zbirala pogum
- 2019 nominacija za nagrado Desetnica za delo Miška želi prijatelja
- 2020 nominacija za nagrado Desetnica za delo Posluh, jazbec gre!
- 2021 nominacija za nagrado Večernica za delo Posluh, jazbec gre!
- 2021 nominacija za nagrado Kristine Brenkove za delo Ozimnica

### Mladinska proza
- 2008, 2010 O kralju, ki ni maral pospravljati, Mladinska knjiga COBISS
- 2010 Orientacisti na sledi morilcu, Miš založba COBISS
- 2011 Neredko!, Mladinska knjiga COBISS
- 2012 O miški, ki je zbirala pogum, Mladinska knjiga COBISS
- 2015 Orientacisti: tekma s kifeljci, Miš založba COBISS
- 2016 Bober nogometaš, NK Domžale COBISS
- 2016 Miška želi prijatelja, Miš založba COBISS
- 2017 Hrošček Simon širi zadovoljstvo, Miš založba COBISS
- 2019 Ne misli na slona!, Miš založba COBISS
- 2020 En, dva , tri - slon!, Miš založba COBISS
- 2020 Posluh, jazbec gre!, Miš založba COBISS
- 2020 Vprašanje za babico, Miš založba COBISS
- 2020, 2021 Ozimnica, Založba Zala COBISS
- 2021 O kraljeviču, ki ni maral brati, Mladinska knjiga COBISS
- 2024 Orientacisti. Škorpijonov pik, Miš založba, COBISS
- 2024 Odprejo se vrata, Miš založba, COBISS

### Druga dela
- 2004 Kazen za kralja (v: Cicido, ciciban, dober dan : petindvajset zgodb iz Cicibana in Cicidoja: velika knjiga zgodb), Mladinska knjiga
- 2005 Komedija: KO JANČEK ODRASTE / DOMAČI ŠTRUMPANTL, premiera: marec 2005, Kulturni dom Radomlje
- 2006 Komedija: MOJA ŽENA JE HUJŠA IN HUJŠA, premiera: marec 2006, Kulturni dom Radomlje
- 2007 Komedija: VRTEC ZA ODRASLE, premiera: marec 2007, Kulturni dom Radomlje
- 2009 Otroška predstava: PROMET V GOZDU, premiera: junij 2009, Kulturni dom Radomlje
- 2011 Otroška predstava: BARVE PRIJATELJSTVA, premiera: december, 2011, Kulturni dom Radomlje
- 2015 Otroška predstava: O MIŠKI, KI JE ISKALA PRIJATELJA, premiera: december 2015, Kulturni dom Radomlje
- 2017 Miška želi prijatelja (CD- zvočni posnetek), avtorica glasbe: Bernarda Rakar, Miš založba COBISS
- 2018 Miška želi prijatelja : glasbena pravljica : scenarij za gledališko-glasbeno predstavo, avtorica glasbe: Bernarda Rakar, Miš založba COBISS
- 2019 Rogačeva zmaga; Lahkonočnice, bere: Jurij Souček, A1
- 2020 12 logopedskih pravljic (zvočne pravljice); Lahkonočnice, A1 Spletna stran
- 2021 Audibook – zvočne pravljice Miška želi prijatelja, Posluh, jazbec gre, Ozimnica, Založba Zala COBISS
- 2023 Lahkonočnice: Pravljična nadaljevanka v petih delih za spodbujanje pripovedovanja (radijska igra), A1,  POVEZAVA

### Prevodi
- 2015 La Ratoncita que queria ser Valiente, Unaluna
- 2016 Miška želi prijatelja/ Minushja dëshiron miq; The Mouse Finds New Friends; Mišić želi prijatelja; Gluvčeto bara drugar (vsebuje prevode v albanski, * angleški, bosanski, makedonski jezik), Miš založba
- 2016 Bober nogometaš/ Beaver the Footballer (vsebuje prevod v angleški jezik), NK Domžale
- 2017 收集勇氣的小老鼠 [O miški, ki je zbirala pogum], Paisha Agency, Tajvan
- 2017 收集勇氣的小老鼠 [O miški, ki je zbirala pogum] Gaogao Sky, Kitajska
- 2018 收集勇氣的小老鼠 [O miški, ki je zbirala pogum], Complex Chinese edition, world-wide (including Hong Kong, Macao).
- 2020 Posluh, jazbec gre!/ Dëgjo, vjedulla po vjen!; Listen, here comes badger!; Slušaj, ide jazavac!; Slyšite, barsuk idët! (vsebuje prevode v albanski, angleški, bosanski, ruski jezik), Miš založba
- 2020 Jak myška hledala kamarády, češki jezik, Fragment
- 2021 O jezevci, který pořád zpíval (Posluh, jazbec gre!), Fragment, Češka
- 2021 Ein Konzert für Dachs (Posluh, jazbec gre!),  Baeschlin Verla, Nemčija
- 2024 Stores for the winter (Ozimnica). Hlebce: Zala, COBISS
- 2024 Oma, wann stirbst du? (Vprašanje za babico), Dunaj (Wien): Achse Verlag,  ISBN: 978-3-903408-22-7, Avstrija